# Giacomo Antonio Perti

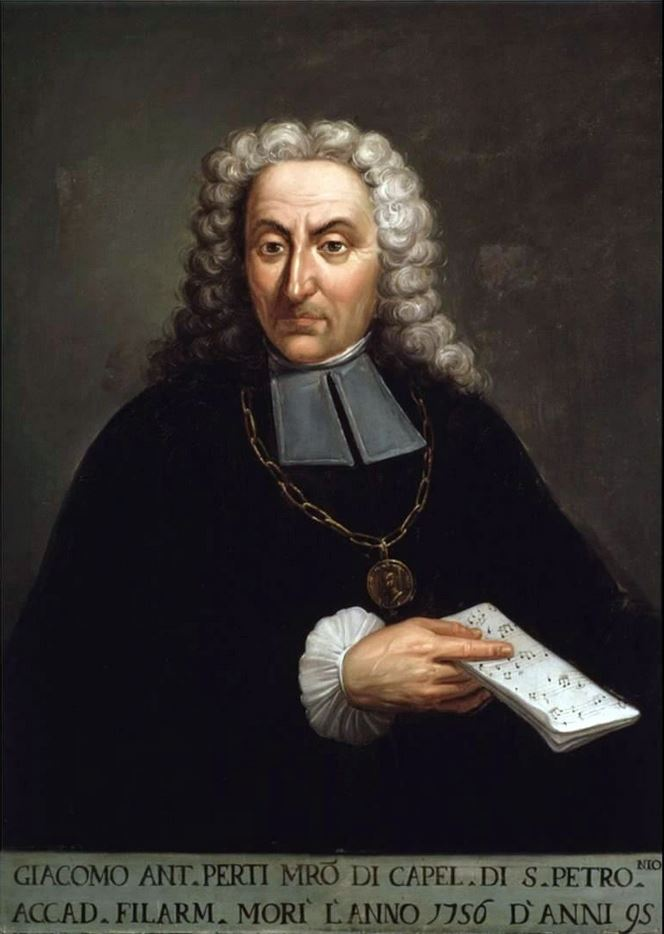
Giacomo Antonio Perti

Giacomo Antonio Perti, född 6 juni 1661 i Crevelcore, död 10 april 1756 i Bologna, var en italiensk kyrkomusiker och kompositör.
Perti studerade hos sin farbror Lorenzo Perti och hos Rocco Laurenti, senare också hos Petronio Franceschini och uppehöll sig därefter i Venedig, Rom och Parma. 
År 1690 blev han som efterträdare till sin farbror kapellmästare vid San Pietro och 1696 vid San Petronio i Bologna. 
Därjämte ledde han länge Accademia Filarmonica. Till hans elever hörde Giuseppe Torelli, Giovanni Battista Martini och Pirro Albergati.
Perti komponerade mässor, oratorier, passioner, psalmer, hymner och kantater, därjämte även serenader och några operor.

## Verk

### Operor
- Marzio Coriolano, 1683
- Oreste in Argo, 1685
- L'Incoronazione di Dario, 1686
- La Flavia, 1686
- La Rosaura, 1689
- Dionisio Siracusano, 1689
- Brenno in Efeso, 1690
- L'Inganno Scoperto per Vendetta, 1691
- Il Pompeo, 1691
- Furio Camillo,, 1692
- Nerone fatto Cesare, 1693
- La Forza della Virtù, 1694
- Laodicea e Berenice, 1695
- Penelope la Casta, 1696
- Fau sta restituita all'Impero, 1697
- Apollo Geloso, 1698
- Lucio Vero, 1700
- Astianatte, 1701
- Dionisio Re di Portogallo, 1707
- Venceslao, Ossia il Fraticida Innocente, 1708
- Ginevra Principessa di Scozia, 1708
- Berenice Regina d'Egitto, 1709
- Demetrio, 1709
- Rodelinda Regina de' Longobardi, 1710
- Un Prologo per il Cortegiano, 1739

### Oratorier
- I due Gigli proporati nel Martirio di S. Serafia e S. Sabina, 1679
- Abramo, 1683
- Mosè, 1685
- Oratorio della Passione, 1685
- La Beata Imelde Lambertini, 1686
- La Morte del Giusto Overo il Transito di S. Giuseppe, 1688
- Agar Scacciata, 1689
- La Passione di Cristo, 1694
- S. Galgano, 1694
- Cristo al Limbo, 1698
- Gesù al Sepolcro, 1703
- S. Giovanni, 1704
- La Sepoltura di Cristo, 1704
- S. Petronio, 1720
- La Passione di Cristo, 1721
- I Conforti di Maria Vergine, 1723
- L'Amor Divino, 1723